# Rachel Neylan
Rachel Neylan (Sydney, 9 maart 1982) is een Australische voormalige wielrenster.

## Biografie

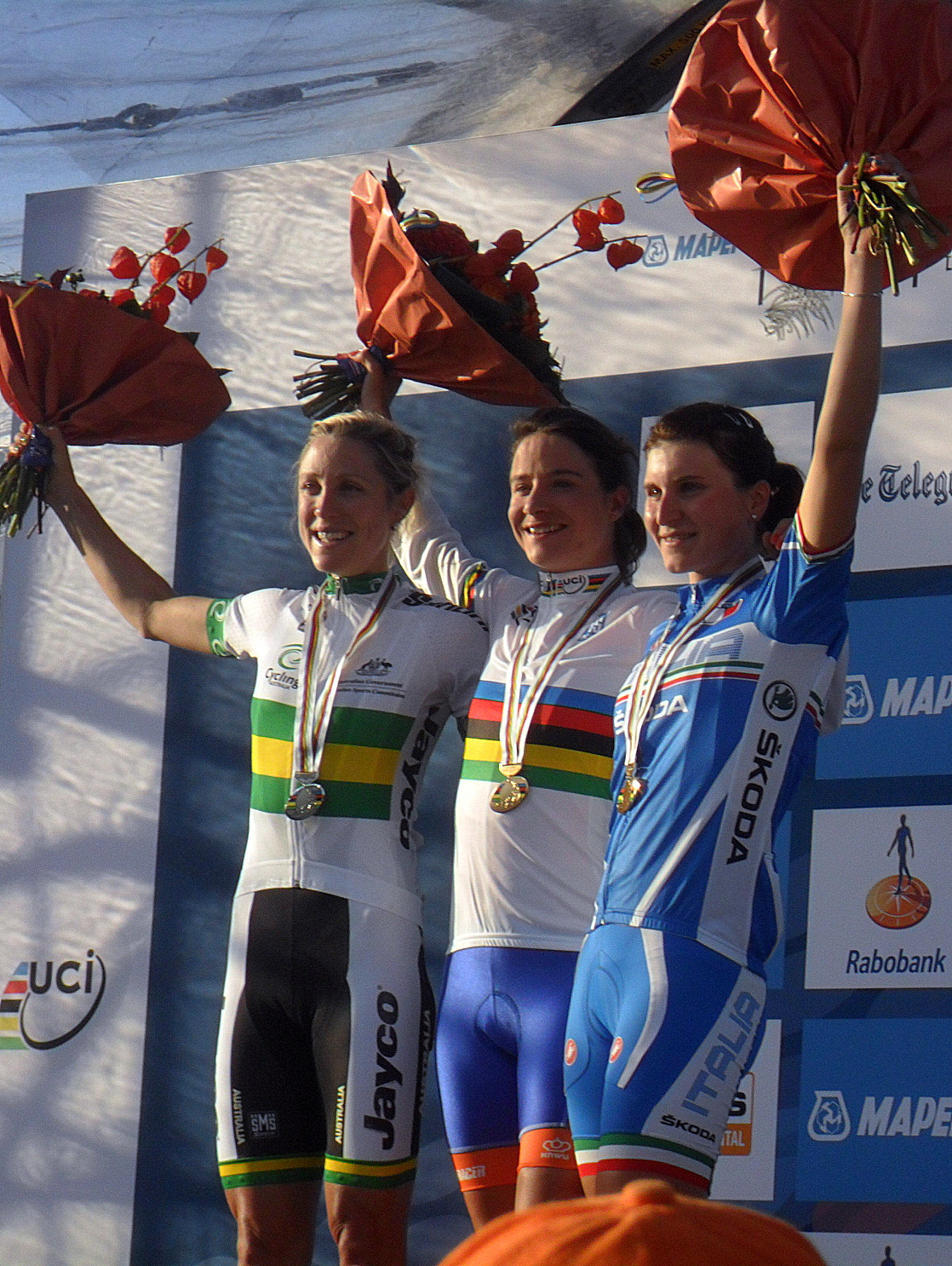
Neylan (l) won zilver op het WK in 2012.

Neylan won zilver op het wereldkampioenschap 2012 in Valkenburg achter Marianne Vos. In het begin van dat jaar werd ze al derde in de wegritten tijdens de kampioenschappen van Australië en Oceanië en later dat jaar 4e in het eindklassement van de Tour de l'Ardèche.
In het volgende jaar reed ze voor Hitec Products, maar de resultaten vielen tegen. In 2014 reed ze niet voor een profploeg, maar na haar winst in 2015 in de eerste editie van de Cadel Evans Great Ocean Road Race, kreeg ze een contract bij Orica-AIS vanaf 22 maart. In augustus 2015 won ze het eindklassement van de Trophée d'Or en in 2016 won ze de GP Plumelec.

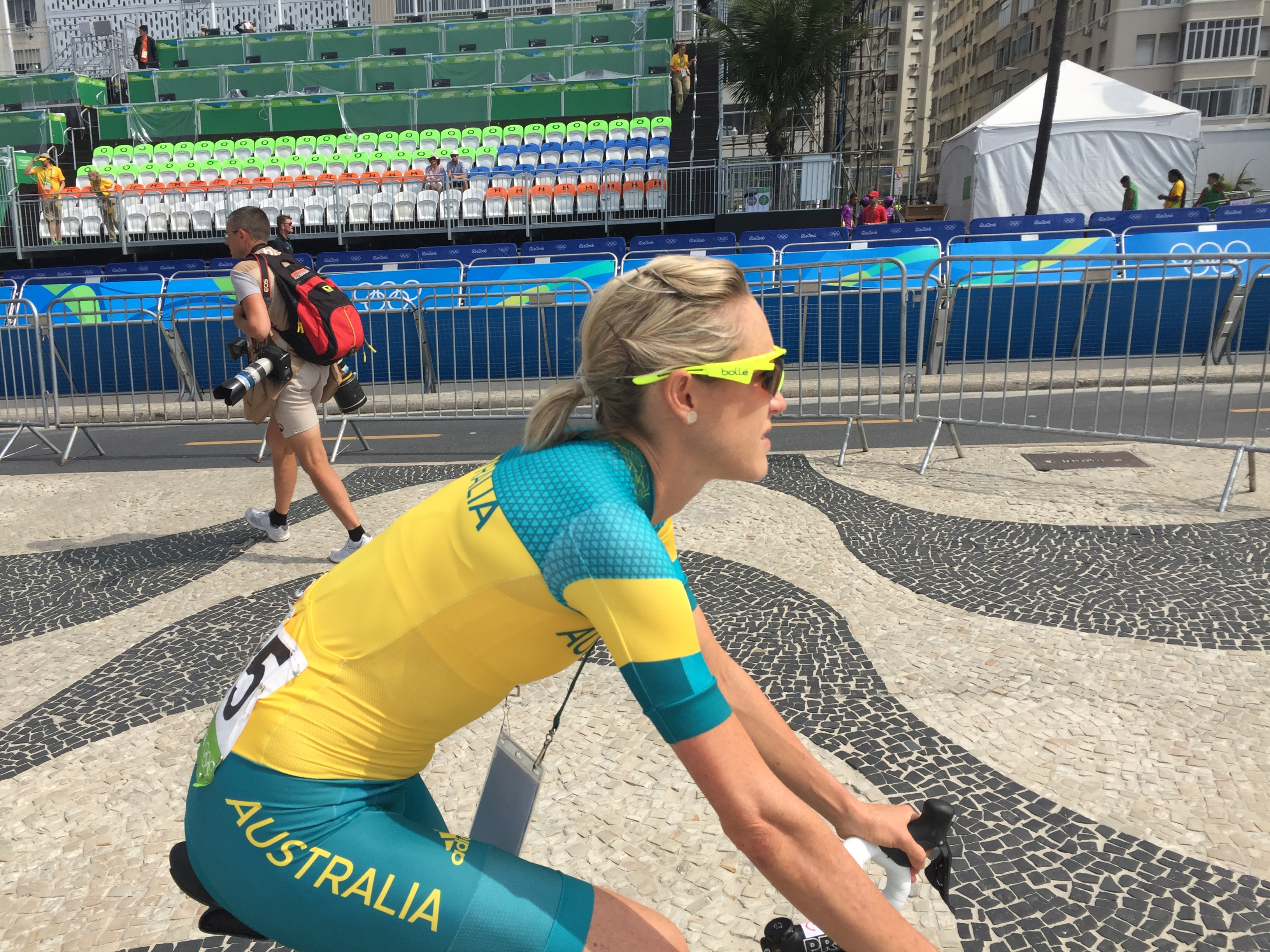
Neylan op de Olympische Spelen in Rio.

Neylan kwam uit voor Australië op de Olympische Zomerspelen 2016 in Rio de Janeiro; ze werd 22e in de wegrit.
In september 2017 kwam ze in het nieuws toen ze - samen met Chloe Hosking - beroep aantekende, omdat ze niet geselecteerd waren voor het wereldkampioenschap in Bergen en omdat de Australische bondscoach slechts vijf van de beschikbare zeven plekken had ingevuld: Shara Gillow en vier rensters van Orica-Scott, terwijl Hosking de hoogstgeplaatste Australische renster was op de UCI-ranglijst en Neylan de laatste Australische renster op een WK-podium was. Ze werden één week later door het Selection Review Panel in het gelijk gesteld en ze werden beiden een dag later alsnog geselecteerd, negen dagen voor de wegrit. Neylan reed lang in de aanval en haar landgenote Katrin Garfoot won zilver door de sprint te winnen achter de solo weggereden Chantal Blaak.

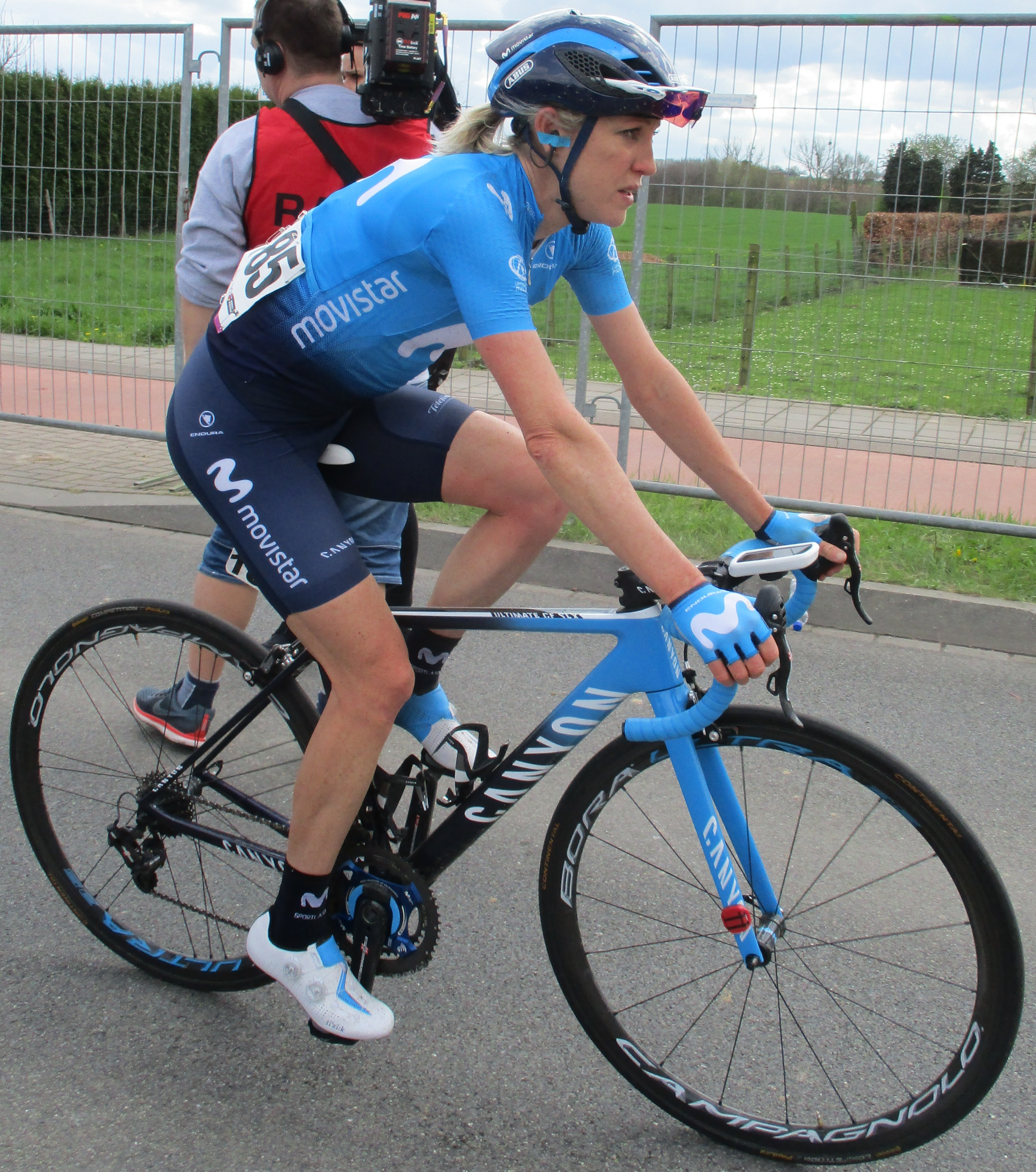
Rachel Neylan namens Movistar Team in de Amstel Gold Race 2018.

Na drie seizoenen bij Orica-AIS, reed Neylan in 2018 voor het Spaanse Movistar Team en stapte in 2019 over naar het Deense Team Virtu. In 2020 verkaste ze naar het Spaanse Cronos-Casa Dorada en in 2021 reed ze vanaf 14 juli voor het Nederlandse Parkhotel Valkenburg Vanaf 2022 reed ze voor de Franse ploeg Cofidis, waar ze na twee jaar haar carrière afsloot. In 2024 reed ze wel nog enkele gravelraces, zo werd ze 53e op het WK in Leuven, op 14 minuten achter Marianne Vos.
Voor haar wielercarrière was ze fysiotherapeute bij het Australisch roeiteam.

## Palmares
2012
- WK op de weg in Valkenburg
- Australisch kampioenschap op de weg
- Oceanisch kampioenschap op de weg

2015
- Cadel Evans Great Ocean Road Race
- Eindklassement Trophée d'Or
  - 2e etappe Trophée d'Or
- Australisch kampioenschap op de weg

2016
- GP Plumelec
- Australisch kampioenschap op de weg

2019
- 2e eatppe b Gracia Orlová

#### Resultaten in voornaamste wedstrijden
| Jaar | Ronde van Italië | Ronde van Frankrijk | Ronde van Spanje |
| ---- | ---------------- | ------------------- | ---------------- |
| 2011 | opgave           |                     |                  |
| 2012 |                  |                     |                  |
| 2013 |                  |                     |                  |
| 2014 |                  |                     |                  |
| 2015 | 32e              |                     |                  |
| 2016 |                  |                     |                  |
| 2017 |                  |                     |                  |
| 2018 | opgave           |                     |                  |
| 2019 | 46e              |                     |                  |
| 2020 | 69e              |                     | 52e              |
| 2021 |                  |                     |                  |
| 2022 | opgave           | 28e                 |                  |
| 2023 |                  | 49e                 |                  |

| Jaar | Gent-Wevelgem | Ronde van Vlaanderen | Amstel Gold Race | Luik-Bast.‑Luik | Trofeo Alfredo Binda | Waalse Pijl | Classic Lorient Agglomération |  | WK op de weg |
| ---- | ------------- | -------------------- | ---------------- | --------------- | -------------------- | ----------- | ----------------------------- |  | ------------ |
| 2010 |               |                      |                  |                 | 13e                  | 38e         |                               |  |              |
| 2011 |               |                      |                  |                 | 74e                  |             |                               |  |              |
| 2012 |               | opgave               |                  |                 | 31e                  |             |                               |  | ↑            |
| 2013 |               | 78e                  |                  |                 | opgave               | 49e         | 52e                           |  |              |
| 2014 |               |                      |                  |                 | 34e                  |             |                               |  | 24e          |
| 2015 |               |                      |                  |                 | opgave               | 86e         | 15e                           |  | 19e          |
| 2016 |               |                      |                  |                 | 80e                  | 15e         | 62e                           |  |              |
| 2017 |               |                      |                  |                 |                      |             | 18e                           |  | 54e          |
| 2018 |               | opgave               | 84e              | opgave          |                      |             | 37e                           |  |              |
| 2019 |               |                      | 32e              | 61e             | 25e                  | 15e         |                               |  |              |
| 2020 |               |                      |                  |                 |                      |             |                               |  | 51e          |
| 2021 |               |                      |                  |                 |                      |             | 19e                           |  | 24e          |
| 2022 | 30e           |                      |                  | 47e             | 18e                  | 43e         | 14e                           |  |              |
| 2023 |               |                      | 44e              | 79e             |                      | 52e         | 24e                           |  |              |

## Ploegen
- 2011 -  Diadora-Pasta Zara
- 2012 -  Abus-Nutrixxion
- 2013 -  Hitec Products
- 2015 -  Orica-AIS (vanaf 22 maart)
- 2016 -  Orica-AIS
- 2017 -  Orica-AIS
- 2018 -  Movistar Team
- 2019 -  Team Virtu
- 2020 -  Cronos-Casa Dorada
- 2021 -  Women Cycling Team (tot 13 juli)
- 2021 -  Parkhotel Valkenburg (vanaf 14 juli)
- 2022 -  Cofidis
- 2023 -  Cofidis

Bjørnsrud · Fahlin · Gotaas Johnsen · Hatteland Lima · Hosking · Leth · Longo Borghini · Minge · Moberg · Neylan · Nøstvold · Olsson · Ratto · Thorsen
Elvin · Garfoot · Gunnewijk · Hoskins · Johansson · Manly · McConville · Neylan · Roy · Scandolara · Spratt · Stewart · Williams
Allen · Crooks · Elvin · Garfoot · Manly · McConville · Neylan · Rowney · Roy · Spratt · Stewart · Van Vleuten · Wiles · Williams
Allen · Baker · Crooks · Elvin · Garfoot · Manly · Neylan · Rowney · Roy · Spratt · Van Vleuten · Williams
Biannic · García · González · Jasińska · Llamas · Merino · Neylan · Oyarbide · Rodríguez · Teruel
Aalerud · Bastianelli · Bertizzolo · Guarischi · Koster · Kröger · Krogsgaard · Moberg · Neylan · Pawłowska · Penton · Schmidt · Siggaard
Van Bokhoven · Bos · Bredewold · Buysman · De Gast · Gerritse · Van Haaften · Van der Hulst · Limpens · Markus · Neylan · Nooijen · Raaijmakers · Van Rooijen · Swinkels